# Ben Hur Villanueva
Ben Hur Villanueva (Manilla, 28 oktober 1938- 25 januari 2020) was een Filipijns beeldhouwer.

## Biografie
Ben Hur Villanueva werd geboren op 28 oktober 1938 in de Filipijnse hoofdstad Manilla. Hij doceerde van 1961 tot 1992 aan de Ateneo de Manila University. Villanueva was decorontwerper voor de tv-serie Balintataw van 1978 tot 1989. In 1975 had hij zijn eerste solo tentoonstelling in Quad Gallery in Manilla.
Een bekend werk van zijn hand is het beeld Ang Supremo bij Bonifacio Global City in Taguig, een beeld van Andres Bonifacio terwijl hij een verfrommeld document omhooghoudt in plaats van een wapen. Ook ontwierp hij Kapit Bisig, het monument ter nagedachtenis aan de EDSA-revolutie. Andere beelden van Villanueva zijn onder meer Nuestra Señora de Aranzazu (1977) in San Mateo in Rizal,  The Risen Christin Nasugbu in de provincie Batangas en Thy Will Be Done op de campus van St. Paul University in Quezon City.
In 1984 won Villanueva een gouden medaille in de categorie beeldhouwen van de Art Association of the Philippines voor zijn beeld Protection.
Villanueva overleed in 1920 op 81-jarige leeftijd. Hij was getrouwd met Dolores Austria Villanueva.